# 波拉德冰川
波拉德冰川（英語：Pollard Glacier），是南極洲的冰川，位於葛拉漢地的葛拉漢海岸，最終在布拉德福冰川以東注入科姆里冰川，由英國南極名稱諮詢委員會命名，現時由南極條約體系管理。